# Арель Скаат
Арель Скаат (івр. הראל סקעת; нар. 8 серпня 1981, Кфар-Сава;) — ізраїльський співак. Учасник від Ізраїлю на пісенному конкурсі Євробачення 2010 в Осло із піснею «Millim».

## Біографія
Арель народився в місті Кфар-Сава. Арель — середня дитина в сім'ї, у нього є старша сестра і молодший брат. Його співочий талант був помітним з самого раннього дитинства. Батько Ареля почав вчити його співати, підігруючи йому на гітарі. В ті роки Арель брав участь в різних дитячих шоу та концертах. У віці 6 років виграв конкурс дитячої пісні на фестивалі в Кфар-Саві, а також з'явився на Хануку в епізоді популярного ізраїльського телевізійного шоу «Parpar Nechmad».
У юнацькому віці Арель впродовж трьох років вчився грати на клавішних. Потім, вже під час служби в Ізраїльської Армії, Арель співав у молодіжному ансамблі. Після військової служби він прийнятий в «Бейт-Цві» — коледж, який спеціалізується в галузі мистецтв. Однак, домігшись значного успіху, Арель залишив навчання.
Його прорив відбувся в 2004 році під час участі в II сезоні телевізійного шоу «Кохав Нолад» («Народження зірки»), подібному українській «Фабриці зірок». З самого початку Арель відзначений як один з найпомітніших і улюблених кандидатів, а ЗМІ пророкували, що саме він буде переможцем. Вражали його вокал і надзвичайно приваблива зовнішність. Проте Арель Скаат виявився другим після Ареля Мойаля. Після закінчення шоу виник великий попит на Ареля з боку місцевих музичних компаній. Він підписав контракт з музичною компанією звукозапису Hed Artzi в 2005 році і почав працювати над своїм дебютним альбомом. У записі альбому брав участь відомий співак, поет, композитор і музичний продюсер Ізхар Ашдот.
У 2005 році Скаат обраний для виконання ізраїльського гімну під час футбольного матчу між Ізраїлем і Францією. Також в 2005 році Арель зіграв роль в мюзиклі «Mi she halam» про останні 10 років з життя Іцхака Рабіна, колишнього ізраїльського прем'єр-міністра, вбитого в 1995 році. В цей же час Арель брав участь у програмах для дітей, які проводяться щорічно під час сезону Хануки.
У липні 2006 року Арель випустив свій дебютний альбом, до якого увійшли декілька хітів, у тому романтичні балади. Багато з пісень альбому написані відомими поетами і композиторами, такими, як Керен Пелес, Естер Шамір і Огад Хітман. Первісна оцінка альбому була неоднозначною: критикували за відсутність спонтанності і включення танцювальних треків. У результаті альбом досяг платинового статусу менше, ніж через місяць після виходу.
Арель завоював безліч нагород за свої роботи. Перший сингл з альбому Veat («І ти»), написаний для нього Керен Пелес, швидко став хітом. У 2006 році Ареля присвоїли звання «Співак року» в розділі «Конкурс пісні на івриті», крім цього він виграв приз «Пісня року» за Veat на 24 музичному каналі в Ізраїлі Music Awards (AMI), а також приз «Альбом року» і «Людина року».
У пісенному конкурсі Євробачення 2010 вийшов у фінал.